# Monte Cervialto
Il monte Cervialto (1.809 m s.l.m.) è una vetta dei Monti Picentini dell'Appennino Campano, situata in provincia di Avellino.

## Geografia
Il Cervialto rappresenta la cima più alta dei monti Picentini ed è la quarta vetta più alta della Campania dopo La Gallinola nel Matese (1923 metri), Cervati (1899 metri) e Mutria (1823 metri), nonché la maggiore della provincia di Avellino. La montagna si estende tra i comuni di Calabritto e Bagnoli Irpino. La cima è il punto di confine tra i due comuni. La caratteristica dolina sommitale tra la cima e l'anticima, ricade nel comune di Bagnoli Irpino (IGM 1:25.000).
Il Cervialto è conosciuto soprattutto grazie alla sua vicinanza all'altopiano Laceno (lago Laceno), nota meta turistica, da cui dista 3.6 km. Il Cervialto è circondato dal monte Rajamagra (1.667 m) dove vi sono degli impianti di risalita, dal monte Cervarolo, dal monte Piscacca o Magnone, dal Montagnone di Nusco, dal Cervarulo, dal Calvello e, dal lato del salernitano, dal massiccio del Polveracchio. Da contorno alla serie di "montagne alte" vi sono il Colle del Leone, le Ripe del Moggio, la Montagna Grande e il Colle del Sagrestano. Su una delle cime, si trova la stazione radio dei Vigili del Fuoco della sezione di Lioni.

## Distanze
Distanze in linea d'aria della vetta del Cervialto in km dalle sedi dei comuni limitrofi: Acerno 7.5, Senerchia 7.5, Calabritto 7.6, Bagnoli Irpino 7.8, Lioni 12.0, Nusco 12.6.

## Turismo
Meta turistica-escursionistica, la vetta è raggiungibile da tre versanti ed esattamente dal Piano Laceno, dal Colle del Leone e dal Piano Migliato oltre a delle varianti connesse alla scalata del Cervarulo dal Piano Sazzano. Il sentiero sicuramente più difficile e panoramico parte dal Piano Laceno nei pressi del Campeggio Zauli dove attraversando nel fitto la faggeta e un canalone si giunge nei pressi del Cervarolo al valico di Giamberardino (1.500 msm). Dal Valico per una irta salita tra faggi si giunge fin sulla cresta, dove un vallone ed il punto trigonometrico ne segnano la vetta. 
Dal colle del Leone il passaggio è sicuramente più facile, anche se di maggior lunghezza: si raggiunge in poco tempo il valico di Filicecchio a 1.560 metri sul mare e da lì tutto su ampia carraia si giunge alle creste del Cervialto a quota 1.650. Le creste rappresentano la parte più impegnativa e panoramica della scalata che si concluderà sull'anticima alla visuale della conca carsica (molto caratteristica) posta tra questo punto e la cima vera e propria. 
Dal piano Migliato di Calabritto, invece, la maggior parte degli escursionisti predilige la cosiddetta "direttissima" salendo a vista per il costone, oppure su comodo sentiero fino al valico di Filiecchio.
In inverno ed in parte della primavera il monte è quasi impraticabile per gli abbondanti accumuli nevosi (la vetta è infatti innevata da inizio dicembre sino alla metà di aprile), ma con attrezzature adeguate è ugualmente possibile raggiungere la vetta e godere del panorama.